# Liste der Kulturdenkmale in Elbe-Parey
In der Liste der Kulturdenkmale in Elbe-Parey sind alle Kulturdenkmale der Gemeinde Elbe-Parey (Landkreis Jerichower Land) aufgelistet. Grundlage ist das Denkmalverzeichnis des Landes Sachsen-Anhalt, das auf Basis des Denkmalschutzgesetzes des Landes Sachsen-Anhalt vom 21. Oktober 1991 durch das Landesamt für Denkmalpflege und Archäologie Sachsen-Anhalt erstellt und seither laufend ergänzt wurde (Stand: 31. Dezember 2022).

## Kulturdenkmale nach Ortsteilen

### Parey
| Lage                                 | Bezeichnung                   | Beschreibung                                                                                     | Erfassungs- nummer | Ausweisungsart | Bild           |
| ------------------------------------ | ----------------------------- | ------------------------------------------------------------------------------------------------ | ------------------ | -------------- | -------------- |
| Bittkauer Weg (Karte)                | Mühle                         | Windmühle, Paltrockwindmühle                                                                     | 094 18316          | Baudenkmal     | Weitere Bilder |
| Güsener Straße 14 (Karte)            | Gaswerk                       |                                                                                                  | 094 76217          | Baudenkmal     | Gaswerk        |
| Güsener Straße 18 (Karte)            | Ziegelei                      | Hoffmannscher Runder Ringbrandofen mit 20 Brennkammern. Erbaut etwa 1885 und bis 1978 in Betrieb | 094 86853          | Baudenkmal     | Weitere Bilder |
| Kirchenstraße Schlüterstraße (Karte) | Kirche Heilige Dreifaltigkeit | Kirche                                                                                           | 094 86855          | Baudenkmal     | Weitere Bilder |
| Kirchenstraße Schlüterstraße (Karte) | Kriegerdenkmal                |                                                                                                  | 094 86856          | Baudenkmal     | Kriegerdenkmal |
| Schleusenstraße (Karte)              | Schleuse                      | Kuppelschleuse im Pareyer Verbindungskanal                                                       | 094 18315          | Baudenkmal     | Weitere Bilder |
| Zerbener Straße (Karte)              | Krananlage                    | Kabelkrananlage, Holzbalkenkonstruktion, nicht betriebsbereit, Erbaut 1922 (Denkmal 1975)        | 094 86854          | Baudenkmal     | Weitere Bilder |

### Bergzow
| Lage                                      | Bezeichnung    | Beschreibung | Erfassungs- nummer | Ausweisungsart | Bild           |
| ----------------------------------------- | -------------- | ------------ | ------------------ | -------------- | -------------- |
| Schleusengang (Karte)                     | Kirche         |              | 094 76143          | Baudenkmal     | Weitere Bilder |
| Schleusengang / Ecke Winkelstraße (Karte) | Kriegerdenkmal |              | 094 86852          | Baudenkmal     | Weitere Bilder |

### Derben
| Lage               | Bezeichnung | Beschreibung | Erfassungs- nummer | Ausweisungsart | Bild           |
| ------------------ | ----------- | ------------ | ------------------ | -------------- | -------------- |
| Feldstraße (Karte) | Kirche      |              | 094 86857          | Baudenkmal     | Weitere Bilder |

### Ferchland
| Lage                                   | Bezeichnung    | Beschreibung | Erfassungs- nummer | Ausweisungsart | Bild           |
| -------------------------------------- | -------------- | ------------ | ------------------ | -------------- | -------------- |
| Chausseestraße (Karte)                 | Kriegerdenkmal |              | 094 86859          | Baudenkmal     | Weitere Bilder |
| Genthiner Straße / Schulstraße (Karte) | Kirche         |              | 094 86858          | Baudenkmal     | Weitere Bilder |
| Hauptstraße 4 (Karte)                  | Wohnhaus       |              | 094 86860          | Baudenkmal     | Wohnhaus       |

### Güsen
| Lage                                                                                              | Bezeichnung                                                | Beschreibung | Erfassungs- nummer | Ausweisungsart | Bild           |
| ------------------------------------------------------------------------------------------------- | ---------------------------------------------------------- | --- | ------------------ | -------------- | -------------- |
| Breiter Weg (Karte)                                                                               | Kirche                                                     | | 094 76155          | Baudenkmal     | Weitere Bilder |
| Breiter Weg zwischen der Einmündung der Mühlenstraße und des Waldweges in den Breiten Weg (Karte) | Kriegerdenkmal                                             | | 094 76541          | Baudenkmal     | Weitere Bilder |
| Breiter Weg 112 (Karte)                                                                           | Wohnhaus                                                   | | 094 76542          | Baudenkmal     | Wohnhaus       |
| Breiter Weg 118 (Karte)                                                                           | Wohnhaus                                                   | | 094 76543          | Baudenkmal     | Weitere Bilder |
| Breiter Weg 159 (Karte)                                                                           | Bauernhaus                                                 | | 094 76547          | Baudenkmal     | BW             |
| Breiter Weg 83 (Karte)                                                                            | Bahnhof Güsen                                              | Der Bahnhof Güsen an der Bahnstrecke Berlin–Magdeburg wurde 1846 eröffnet. Von 1917/19 bis 1999 war Güsen ein Bahnknoten mit den abzweigenden Strecken nach Jerichow und Ziesar. | 094 76539          | Baudenkmal     | Weitere Bilder |
| Diebsteig 1 (Karte)                                                                               | Empfangsgebäude Kleinbahn Güsen - Ziesar - Groß-Wusterwitz | Das Gebäude der bis 1999 betriebenen Kleinbahn nach Ziesar bzw. Jerichow stammt vom Anfang des 20. Jahrhunderts. Es liegt gegenüber dem Staatsbahnhof und wird privat genutzt.   | 094 76540          | Baudenkmal     | Weitere Bilder |
| Schulstraße 2 (Karte)                                                                             | Mühle                                                      | Turmholländer-Windmühle | 094 76538          | Baudenkmal     | Mühle          |
| Zerbener Straße nordwestlich von Nr. 4 (Karte)                                                    | Ehrenmal                                                   | Denkmal für die in den letzten Kriegstagen im Raum Güsen-Parey gefallenen Soldaten der Roten Armee                                                                               | 094 76544          | Baudenkmal     | Ehrenmal       |

### Güsen, Zerben
| Lage                                                           | Bezeichnung | Beschreibung | Erfassungs- nummer | Ausweisungsart | Bild           |
| -------------------------------------------------------------- | ----------- | --- | ------------------ | -------------- | -------------- |
| Schleuse 1, 2 Elbe-Havel-Kanal zwischen km 345 und 346 (Karte) | Schleuse    | Die Nordkammer der Schleuse Zerben entstand zwischen 1934 und 1938. Ab den 2010er Jahren wurde sie durch eine zweite, südlich gelegenen Schleusenkammer ergänzt. | 094 76560          | Baudenkmal     | Weitere Bilder |

### Hohenseeden
| Lage                                              | Bezeichnung    | Beschreibung | Erfassungs- nummer | Ausweisungsart | Bild           |
| ------------------------------------------------- | -------------- | ------------ | ------------------ | -------------- | -------------- |
| Schattberger Straße 50 (Karte)                    | Pfarrhof       |              | 094 86885          | Baudenkmal     | Weitere Bilder |
| Schulplatz (Karte)                                | Kirche         |              | 094 86883          | Baudenkmal     | Weitere Bilder |
| Schulplatz auf dem Kirchhof vor der Apsis (Karte) | Kriegerdenkmal |              | 094 86884          | Baudenkmal     | Weitere Bilder |

### Zerben
| Lage                                   | Bezeichnung    | Beschreibung                                | Erfassungs- nummer | Ausweisungsart               | Bild           |
| -------------------------------------- | -------------- | ------------------------------------------- | ------------------ | ---------------------------- | -------------- |
| Am Park (Karte)                        | Schloss Zerben | Schloss Schloss Zerben, Plothosches Schloss | 094 70886          | Baudenkmal                   | Weitere Bilder |
| Am Park (Karte)                        | Park           | Park                                        | 094 70886 001      | Teilobjekt eines Baudenkmals | BW             |
| Friedenstraße auf dem Friedhof (Karte) | Grabmal        | Grabmal                                     | 094 76546          | Baudenkmal                   | BW             |
| Karl-Marx-Straße 1 (Karte)             | Villa          |                                             | 094 76331          | Baudenkmal                   | Weitere Bilder |
| Kirchstraße (Karte)                    | Kirche         |                                             | 094 76167          | Baudenkmal                   | Weitere Bilder |
| Kirchstraße 2 (Karte)                  | Bauernhof      |                                             | 094 76330          | Baudenkmal                   | Weitere Bilder |
| Kirchstraße 5 (Karte)                  | Bauernhof      |                                             | 094 76545          | Baudenkmal                   | Weitere Bilder |

## Ehemalige Kulturdenkmale nach Ortsteilen
Die nachfolgenden Objekte waren ursprünglich ebenfalls denkmalgeschützt oder wurden in der Literatur als Kulturdenkmale geführt. Die Denkmale bestehen heute jedoch nicht mehr, ihre Unterschutzstellung wurde aufgehoben oder sie werden nicht mehr als Denkmale betrachtet.

### Güsen
| Lage                    | Bezeichnung                | Beschreibung                                                                                      | Erfassungs- nummer | Ausweisungsart | Bild |
| ----------------------- | -------------------------- | ------------------------------------------------------------------------------------------------- | ------------------ | -------------- | ---- |
| Breiter Weg 161 (Karte) | Bauernhaus Breiter Weg 161 | Bauernhaus Im Jahr 2021 nach einer ungenehmigte Zerstörung aus dem Denkmalverzeichnis gestrichen. | 094 76548          | Baudenkmal     | BW   |

### Hohenseeden
| Lage        | Bezeichnung  | Beschreibung                                                              | Erfassungs- nummer | Ausweisungsart | Bild           |
| ----------- | ------------ | ------------------------------------------------------------------------- | ------------------ | -------------- | -------------- |
| B 1 (Karte) | Distanzstein | Preußischer Halbmeilenstein (0106) an der B 1 südwestlich von Hohenseeden | 094 71237          | Kleindenkmal   | Weitere Bilder |

## Legende
In den Spalten befinden sich folgende Informationen:
- Lage: Nennt den Straßennamen und wenn vorhanden die Hausnummer des Kulturdenkmals. Die Grundsortierung der Liste erfolgt nach dieser Adresse. Der Link „Karte“ führt zu verschiedenen Kartendarstellungen und nennt die geographischen Koordinaten.
Link zu einem Kartenansichtstool, um Koordinaten zu setzen. In der Kartenansicht sind Baudenkmale ohne Koordinaten mit einem roten bzw. orangen Marker dargestellt und können in der Karte gesetzt werden. Baudenkmale ohne Bild sind mit einem blauen bzw. roten Marker gekennzeichnet, Baudenkmale mit Bild mit einem grünen bzw. orangen Marker.
- Offizielle Bezeichnung: Nennt den Namen, die Bezeichnung oder zumindest die Art des Kulturdenkmals und verlinkt, soweit vorhanden, auf den Artikel zum Objekt.
- Beschreibung: Nennt bauliche und geschichtliche Einzelheiten des Kulturdenkmals, vorzugsweise die Denkmaleigenschaften.
- Erfassungsnummer: Für jedes Kulturdenkmal wird in Sachsen-Anhalt eine 20stellige Erfassungsnummer vergeben. Die letzten zwölf Ziffern werden für die Untergliederung nach Teilobjekten genutzt und werden nur angegeben, soweit vergeben. In dieser Spalte kann sich folgendes Icon  befinden, dies führt zu Angaben zu diesem Baudenkmal bei Wikidata.
- Ausweisungsart: Die Einordnung des Denkmales nach § 2 Abs. 2 DenkmSchG LSA
- Bild: Ein Bild des Denkmales, und gegebenenfalls einen Link zu weiteren Fotos des Kulturdenkmals im Medienarchiv Wikimedia Commons. Wenn man auf das Kamerasymbol klickt, können Fotos zu Kulturdenkmalen aus dieser Liste hochgeladen werden: